# Palmer (Massachusetts)
Palmer – miasto w Stanach Zjednoczonych, w stanie Massachusetts, w hrabstwie Hampden.
Palmer składa się z czterech odrębnych wsi: Depot Village (nazwany od ozdoby stacji kolejowej Union Station, zaprojektowane przez architekta Henry Hobson Richardson), Thorndike, Three Rivers i Bondsville. Wieś zaczęła się rozwijać w XVIII wieku, a w XIX wieku, dwie linie kolejowe oraz linia trolejbusowa pozwoliło na przyrost populacji. Dziś każda wioska ma swój własny urząd pocztowy i straż pożarną (z wyjątkiem Thorndike).

## Religia
- Parafia Miłosierdzia Bożego w Three Rivers